# To Say Nothing of the Dog
Fără a mai socoti și câinele -- To Say Nothing of the Dog: or, How We Found the Bishop's Bird Stump at Last este un roman science-fiction comic din 1997 al scriitoarei americane Connie Willis. A folosit același cadru, care include istorici care călătoresc în timp, pe care l-a explorat în povestirea sa Fire Watch și în romanele Doomsday Book (1992) și Blackout / All Clear (2010). 
To Say Nothing of the Dog a câștigat premiile Hugo și Locus în 1999 și a fost nominalizat la premiul Nebula în 1998.

## Titlul cărții
Titlul cărții este inspirat din subtitlul unei lucrări clasice din 1889, după cum a explicat autoarea în dedicația romanului: „Pentru Robert A. Heinlein, care, în romanul său Have Space Suit — Will Travel, mi l-a descoperit pentru prima dată pe Jerome K. Jerome cu romanul său Trei într-o barcă (fără a mai socoti și câinele)."

## Intrigă
Ned Henry este călător în timp în 1940, studiind Catedrala Coventry după Bombardamentul de la Coventry din al doilea război mondial. El caută în mod special locația „vasului în formă de pasăre al episcopului”, un obiect MacGuffin care nu este definit de narator. Naratorul explică confuzia prin „întârzierea timpului”, forma de decalaj orar determinată de călătorie. El se întoarce fără succes în timpul său, în 2057, la Universitatea Oxford . 
Vasul episcopului este necesar pentru restaurarea catedralei finanțate de Lady Schrapnell, o femeie bogată neo-aristocrată americană, cu voință de fier. Ea a recrutat cea mai mare parte a departamentului de istorie din Oxford pentru a reconstrui catedrala exact așa cum era înainte de a fi distrusă. Înainte de a merge în alte călătorii, Ned trebuie să se recupereze datorită decalajului orar și este trimis la spital. Doamna Schrapnell insistă însă să se ducă într-o altă călătorie. Înainte de a putea fi recrutat de Schrapnell, profesorul Dunworthy (care este responsabil de mașina timpului) decide să-l trimită înapoi în era victoriană, mai exact în 1888, pentru odihna sa. 
Dunworthy mai are un motiv pentru a-l trimite în 1888, deoarece un alt călător din timp pare să fi încălcat legile continuumului prin aducerea unui obiect de atunci până în 2057. Teoretic, nimic nu poate fi adus prin mașina timpului în nicio direcție, deoarece ar putea determina timpul să se dezvăluie și au fost puse în aplicare măsuri de protecție pentru a împiedica realizarea călătoriei. Istoricii și oamenii de știință care au inventat mașina timpului cred că obiectul poate rupe timpul în sine, dacă nu este returnat prompt. 
Ned, care cunoaște doar istoria secolului XX, și încă suferă de decalajul în timp, i se oferă o călătorie de recuperare în vremea victoriană, în timp ce i se spune simultan care îi este misiunea și destinația. Combinația de lecții murdare, instrucțiuni imprecise și saltul în 1888 care îi înrăutățește decalajul de timp îl lasă confuz cu privire la locul unde se presupune că ar trebui să fie, pe cine ar trebui să întâlnească, unde ar trebui să meargă, și nu mai are nicio idee despre ce caută. 
Călătoria în timp are un mecanism de auto-corectare numit alunecare, care deplasează călătorii în timp, fie în timp, fie în spațiu geografic, de la ținta lor pentru a proteja istoria. Ned ajunge la ora corectă, dar nu știe că se află în alt loc și nu pe moșia unde un alt călător în timp ar trebui să-l întâlnească. În schimb, a ajuns la destinație într-o gară aflată la 30 de mile distanță. Îl întâlnește pe Terence St. Trewes, un tânăr student de la Oxford, confundându-l cu contactul său de călătorie în timp. El este de acord să împartă costul unei bărci închiriate pentru o călătorie pe râul Tamisa de la Oxford până la Muchings End, unde Terence speră să-și cunoască dragostea, Tocelyn „Tossie” Mering. Ned, Terence, bulldogul Cyril și profesorul Peddick (un don Oxford) călătoresc cu barca pe Tamisa, prin peisaje frumoase, departe de aglomerație, fără grabă să ajungă undeva - echipa și petrecerea lui Jerome K. Jerome, un omagiu pentru romanul originalul care a inspirat numele și temele romanului lui Connie Willis. 
Din fericire, contactul lui Ned este în Muchings End și îl recunoaște când ajunge și se identifică: ea este o tânără pe nume Verity Kindle, care se preface că este verișoara lui Tossie. Lady Schrapnell a trimis-o pe Verity să citească jurnalul lui Tossie, deoarece Tossie (un strămoș al lui Lady Schrapnell) a scris despre un eveniment care i-a schimbat viața, implicând vasul episcopului din prima Catedrală de la Coventry (Catedrala Sf. Mihail), eveniment care a determinat-o să fugă în secret cu misteriosul „Mr. C” către America. Abia în acest moment, Ned află natura obiectului pe care urmează să-l întoarcă: pisica lui Tossie, prințesa Arjumand . (Pisicile au dispărut în 2057 din cauza unei pandemii  care a afectat toate felinele.) 
Ned și Verity încearcă în continuu să remedieze incongruența călătoriei în timp. Ei trebuie să cunoască istoriile personajelor din jurul lor, iar descendenții lor au impact asupra istoriei viitoare, precum și misterul domnului C. Încercările lor ascunse de a repara istoria cunoscută a oamenilor din jurul lor provoacă efecte de ondulare înainte și înapoi prin istorie de la Waterloo către cel de-al Doilea Război Mondial și chiar până în 2018 (când s-a inventat călătoria în timp). După mai multe aventuri în care încearcă să corecteze singuri lucrurile, ambii sfârșesc, din greșeală, în diferite epoci încercând să revină până în 2057. În absența lor, timpul însuși corectează amestecul lor. La întoarcerea lor în 1888, domnul C a fost identificat, au avut loc relații întrerupte între personaje și indicii de-a lungul experienței lor dezvăluie locația vasului episcopului în 2057. 
În cele din urmă, în 2057, tocmai la timp pentru celebrarea reconstrucției catedralei, amplasarea vasului episcopului dovedește istoricilor și oamenilor de știință că, în anumite scenarii, obiectele pot fi aduse în timp, ceea ce duce la o renaștere în recuperarea obiectelor istorice pierdute, distruse sau dispărute.